# Eizō Kenmotsu
Eizō Kenmotsu (n. 13 februarie 1948, Kurashiki, Japonia) este un gimnast artistic ce a reprezentat Japonia, medaliat olimpic. A participat la 3 ediții ale Jocurilor Olimpice (1968, 1972, 1976) în care a câștigat 3 medalii de aur, 3 medalii de argint și 3 medalii de bronz.